# Acronicta suigensis
Acronicta suigensis là một loài bướm đêm trong họ Noctuidae.